# Ебру Озкан
Ебру Озкан Сабан (тур. Ebru Özkan Saban; 18 листопада 1978, Анкара, Туреччина) — турецька актора театру і кіно, модель. Українську глядачеві найбільш відома
за роллю Діляри Гюрпинар, яку вона виконала у серіалі «Уламки щастя».

## Біографія
Народилася в Анкарі. У неї є дві старші сестри та брат. Вони рано покинули батьківський дім і Ебру росла сама.
 Після закінчення середньої школи Ебру вступила до Університету мов, історії і географії.
Після завершення навчання в університеті розпочала кар'єру моделі. 
 Тривалий час акторка грала в місцевому театрі. Її успішними театральними
роботами є: «Atları Da Vururlar», «Трамвай бажання», «Ромео і Джульєтта», «Pandaların Hikayesi». Роботи акторки у театрі привернули увагу Жуліде Кан, яка з 2006 року є її менеджером. 
 Успіх і визнання у кіно акторці принесла роль Меліси у фільмі «Дім жаху». З 2009 по 2011 знімалася у серіалі «Садиба панянки». Згодом знялася у серіалі «Доньки-матері». В 2012 році зіграла роль Елу у серіалі «Роль мого життя». В 2015 виконала роль Лейли у фільмі «Спогади вітру». У ньому знімалася разом з Тубою Бюйюкюстюн. 
 Справжню славу Ебру приніс серіал «Уламки щастя» в якому вона знімалася з 2014 по 2017 роки разом з акторкою Нурґюль Єшільчай. В 2018 мала головну роль у серіалі «Соколиний пагорб», однак його показ був достроково завершений через низькі рейтинги.

## Особисте життя
В 2008 році зустрічалась з Мертом Фіратом. З 2009 по 2014 мала стосунки з Джанером Джиндоруком. 
 З 2014 зустрічалася з Ертаном Сабаном. 3 червня 2016 року вони одружилися. 12 січня у них народилася донька — Біріджік Сабан.

## Фільмографія
- 2023 — Шахмаран (Şahmaran ) — Чавгес
- 2022 — Я не можу вписатися в цей світ (Ben Bu Cihana Sığmazam) — Лейла Тюрк
- 2022 — Суддя (Hakim) — Ясемін Канер
- 2019 — Хекімоглу (Hekimoğlu) — Іпек Текін
- 2018 — Соколиний пагорб (Şahin Tepesi) — Мелек Озден
- 2015 — Спогади вітру (Rüzgarın Hatıraları) — Лейла
- 2014 — 2017 — Уламки щастя (Paramparça) — Діляра Ергюван
- 2014 — Записки (Not Defteri) — Суна
- 2012 — Роль в житті (Hayatımın Rolü) — Ела
- 2011 — Доньки — матері (Anneler ile kızları) — Дефне
- 2010 — Чінара (Çınar Ağacı) — Беррін
- 2009 — 2011 — Садиба панянки (Hanımın Çiftliği) — Халіде
- 2009 — Рожевий світ (Güldünya) — Дуру
- 2007 — Чорна перлина (Kara İnci) — Сечіль
- 2006 — Сльози міста — (Gözyaşı Çetesi) — Деніз
- 2006 — Дім жаху (Kabuslar Evi: Bir Kış Masalı) — Меліса